# Àcid metacrílic
L'àcid metacrílic, àcid metil acrílic o àcid 2-metilpropenoic és un àcid orgànic carboxílic incolor, viscós, d'olor acre i fórmula C₄H₆O₂. El seu interès principal és com a precursor dels seus èsters, en especial el metil metacrilat, amb el qual s'obté el metacrilat.
L'àcid metacrílic es va sintetitzar per primera vegada en laboratori l'any 1865. El seu interès industrial i comercial no comença però fins al segle xx. L'any 1931 s'obté a partir d'aquest compost una mena de vidre orgànic transparent. En la dècada dels anys 40 es comencen a fer les pintures acríliques, que no són més que metacrilat polimeritzat barrejat amb colors. Aquestes pintures i el material metacrilat varen ser molt populars a l'art pop i a l'"art amb majúscules" dels anys 60.

## Propietats
L'àcid metacrílic és un àcid hidrosoluble que cristal·litza en prismes. És líquid en condicions normals, però el seu punt de fusió està als 15 °C. El seu punt d'ebullició és vers els 163 °C a una atmosfera de pressió.
És un àcid de forta reactivitat amb grups carboxílics, èsters i vinils. També té facilitat per a polimeritzar en presència de peròxids o de raigs ultraviolats, però sense oxigen. En el cas que hi hagi oxigen llavors forma radicals hidropròxids. Quan l'àcid metacrílic reacciona amb grups alquens o alcools s'esterifica produint èsters.

## Sintetització de metacrilat
L'àcid metacrílic s'obté mitjançant l'oxidació primer d'isobutilè, amb la qual cosa s'obté un alcohol del butà, el 2-metilpropanol, que en tornar-ho a oxidar passa a àcid 2-metilpropenoic (o àcid metacrílic). Posteriorment aquest compost se sol esterificar per a l'obtenció de metacrilat.

## Producció
Cada any es produeixen al món més de tres milions de tones de metil metacrilat a partir d'àcid metacrílic.